# Лакерда Антон Пилипович
Анто́н (Анто́ній) Пили́пович Лакерда (20 (31) січня 1779 , Київ  — 1857 ) — київський купець 1-ї гільдії, ратсгер, бургомістр Києва у 1820, 1829—1831 роках.

## Біографвя
Народився 20 (31) січня 1779 року, походив з багатої купецької родини Києва. Син купця Пилипа Лакерди. Навчався у Києво-Могилянській академії, включно до школи філософії. У 1797 році здобув атестат про її закінчення, підписаний ректором Ф. Слоницьким, віце-ректором, ігуменом Київського Видубицького монастиря А. Корчановим та префектом І. Ставицьким.
У 1801 році в церкві Петра і Павла на Куренівці взяв шлюб з Анастасією, дочкою дворянина, колезького реєстратора Дмитра Герасимовича Кувічинського, мав синів Миколу, Костянтина, Олексія та дочок Уляну, Анну, Марію.
Родина мала садиби в Києві на Подолі, крамниці у Гостиному дворі, хутір з млином на річці Сирець у передмісті Києва (тепер у межах міста). З 1817 року Антон Лакерда займався комерцією, служив також ратсгером (членом адміністративно-судової колегії) Київського магістрату. У 1820, 1829—1831 роках займав посаду київського бургомістра (фактичного заступника війта, голови судової колегії). Подальша діяльність невідома. 
Помер у 1857 році.